# Åkerberget
Åkerberget är ett naturreservat i Vindelns kommun i Västerbottens län.
Området är naturskyddat sedan 2016 och är 126 hektar stort. Reservatet ligger väster om Vindelälven och består av både brandpräglade tallskogar och blöta gransumpskogar.